# アカニシ

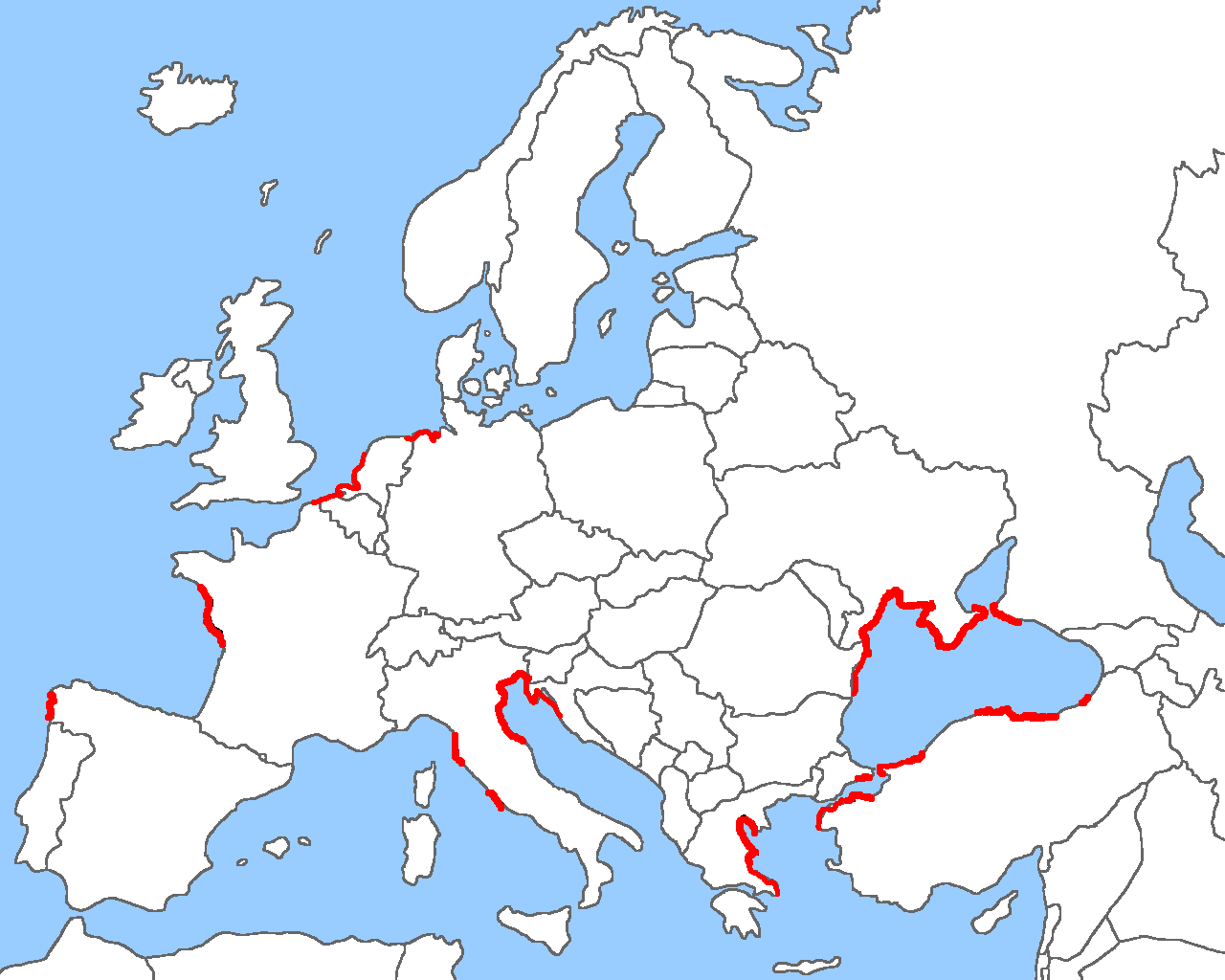
ヨーロッパにおける外来分布（2012年）

アカニシ（赤螺、学名:Rapana venosa） は、アッキガイ科に分類される海産の巻貝の一種。殻長80-200mm。北海道南部から、台湾、中国にかけての内湾を中心とした比較的浅い海に生息する。20世紀後期以降に黒海などで外来個体群が繁殖し帰化種となっている。食用種。

## 概要
ホネガイなどと同じ仲間。大きなものは15cmを超え、最大20cmほどになる。殻口が赤く染まる事で赤螺（あかにし）の名前がある。漁師などは略して「にし」と呼ぶ。柳川市など有明海では「けっぷ」、「こーげ」、「まるげ」などと呼ぶ。

## 人間との関わり
古くから食べられてきた貝である。

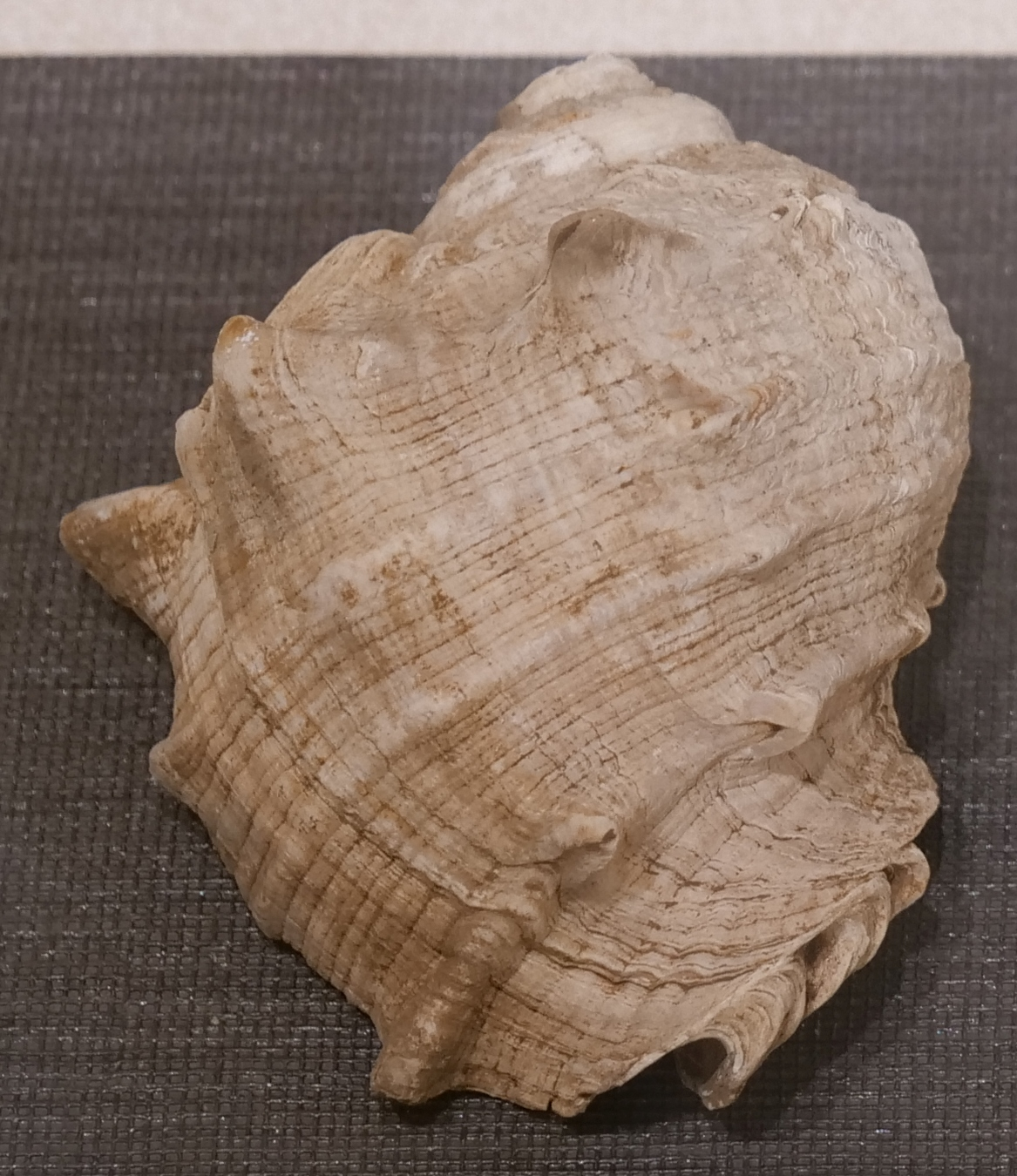
さいたま市の大戸貝塚で見つかったアカニシ

縄文時代には貝輪という腕輪になったが、優れた素材ではなかったようである。
愛知県の三河地方や瀬戸内海、有明海などの一部地域では日常の食材として流通しており、比較的人気も高い。生のまま刺身で食べることができ、寿司ねたとして用いられることもある。また、煮物や串焼き料理などとしても食される。生のまま産地以外に流通する事はあまり多くないが、缶詰などの形で全国に流通している。黒海に帰化しており、トルコ、ブルガリアからトップシェルという名で輸入されている。
肉食性で養殖のアサリやカキを食い荒らす貝として関係者を悩ませることもしばしばある。

## 擬貝化としてのアカニシ
アカニシは貝殻が拳に似た形で固く、蓋がしっかりと閉じた状態ではなかなか開かないことから、それを金を握って離さない様子に見立て、けちな人をあざけって「赤螺」ということがある。
- 例：「わたしへ割がたった一両、旦那も随分赤螺だねえ」歌舞伎『天衣紛上野初花』（1881年河竹黙阿弥作）